# Szegedi Péter (tudományfilozófus)
Szegedi Péter (Budapest, 1951. február 10. –) magyar tudományfilozófus, a filozófia tudomány kandidátusa (1989).

## Életpályája
Általános iskolai tanulmányait Budapest VI. kerületében 1965-ben fejezte be a Labda utcai iskolában.
1970 és 1975 között a budapesti  Eötvös Loránd Tudományegyetemre járt, ahol 1975-ben okleveles fizikus lett. (Diplomamunkájának címe: Néhány egzaktul megoldható kvantummechanikai probléma ...). 1975  és 1981 között egyetemi tanársegéd volt az Eötvös Loránd Tudományegyetemen. Időközben filozófiai tanulmányokat folytatott 1978 és 1980 között az ELTE-n - 1980-ban okleveles filozófiai előadó lett (Diplomamunkájának címe: Louis de Broglie kvantummechanika interpretációja). Bölcsészdoktor lett az ELTE-n 1981-ben 
(Disszertációjának címe: Determinisztikus törekvések a kvantummechanikában. Louis de Broglie). Az Egyetemen 1981 és 1991 között egyetemi adjunktus volt. 1989-től a filozófiai tudomány kandidátusa a Magyar Tudományos Akadémián (Disszertációjának címe: Determinisztikus törekvések a kvantummechanikában). 1991 és 2013 egyetemi docens volt (Eötvös Loránd Tudományegyetem, Természettudományi Kar Társadalomtudományi Kabinet, majd  Tudománytörténet és Tudományfilozófia Tanszék) illetve másodállású egyetemi docensként dolgozott 1994 és 1999 között a Miskolci Egyetem Társadalom- és Tudományfilozófia Tanszékén.
2000 és 2003 között az  Eötvös Loránd Tudományegyetem, Természettudományi Kar Tudománytörténet és Tudományfilozófia Tanszékén Széchenyi-professzor volt.

## Kutatási témái
- A kvantummechanika értelmezési problémái, annak tudományfilozófiai és szociológiai vonatkozásai
- Determinizmus problémák a fizikában [2]

## Testületi tagságai
- 1992-1995: ELTE Természettudományi Kari Tanácsa
- 1993-tól  Magyar Filozófiai Társaság
- 1994-tól International Union for History and Philosophy of Science, Division of Logic, Methodology, and Philosophy of Science, Magyar Nemzeti Bizottság
- 1997 és 1999 között Magyar Tudományos Akadémia Filozófiai Bizottsága
- 1999 és 2000 között  Magyar Tudományos Akadémia, Doktori Tanács Filozófiai Szakbizottsága

## Publikációi
- Szegedi Péter publikációi